# 耶律罨撒葛
耶律罨撒葛（935年—972年）为辽太宗次子，辽穆宗耶律璟同母之次弟，辽景宗继位之后封罨撒葛為齊王，972年去世後始被追封为皇太叔，新寡的萧胡辇也被封为皇太妃。
辽太宗会同元年（938年），封皇子述律為壽安王，罨撒葛為太平王。辽世宗诏许他与晋主石重贵往复以兄弟之礼。谋乱，令司天魏卜日，事发，贬西北边戍。辽穆宗委以国政。辽景宗即位，罨撒葛惧，逃到大漠，召还，免释其罪。保宁四年（972年），病疽薨。赠皇太叔，谥号钦靖。

## 影視形象
- 2020年《燕雲台》：譚凱飾演